# Иванов катер (фильм)
«Иванов катер» — советский художественный фильм режиссёра Марка Осепьяна, поставленный на Киностудии имени М. Горького в 1972 году по одноимённой повести Бориса Васильева (1970).
В 1974 году решением Государственного комитета по кинематографии СССР для кинокартины была установлена четвёртая группа по оплате. Фильм был запрещён для показа телевидению и положен на «полку». В декабре 1987 года фильм был восстановлен и выпущен на экран.

## Сюжет
Сергей Прасолов появляется в посёлке лесосплавщиков вскоре после аварии на катере капитана Бурлакова. Бурлакову удалось спасти тысячи кубометров древесины, но его давний товарищ Федор Никифоров получил смертельное ранение. На катере остаётся он, капитан, и повариха Еленка. Поначалу Сергей кажется надёжным и дружелюбным. Но вскоре членам команды предстоит разувериться в этом.

## В ролях
- Пётр Вельяминов — Иван Трофимович Бурлаков, капитан грузового катера «Волгарь»
- Валентина Талызина — Еленка, матрос грузового катера «Волгарь»
- Юрий Орлов — Сергей Прасолов
- Афанасий Кочетков — Николай Николаевич, начальник отдела кадров
- Евгений Лебедев — Игнат Григорьевич
- Антонина Богданова — Авдотья Кузьминична, жена Игната
- Игорь Пушкарёв — Вася
- Вера Ивлева — Лидуха, жена Васи
- Владлен Паулс — Михалыч
- Владимир Сергиенко — Андрей
- Лев Раскатов — Корней Иванович
- Клара Абашина — эпизод

## Съёмочная группа
- Автор сценария — Борис Васильев
- Режиссёр-постановщик — Марк Осепьян
- Главный оператор — Михаил Якович
- Художники — Николай Емельянов, Андрей Валерианов